# Стоун (окръг, Мисисипи)
Окръг Стоун (на английски: Stone County) е окръг в щата Мисисипи, Съединени американски щати. Площта му е 1160 km², а населението - 13 622 души (2000). Административен център е град Уигинс.